# Herbert Rosenfeld
Herbert Alexander Rosenfeld (geboren 2. Juli 1910 in Nürnberg; gestorben 29. November 1986 in London) war ein deutsch-britischer Psychiater und Psychoanalytiker der kleinianischen Richtung und ein Vorkämpfer für die psychoanalytische Behandlung von Psychosen.

## Leben und Wirken
Herbert Rosenfeld war seit seiner frühen Jugend an Psychologie und den Humanwissenschaften interessiert. Obwohl sein Vater ihn als Nachfolger im Familienunternehmen sehen wollte, entschloss er sich zum Studium der Medizin, welches er an verschiedenen deutschen Universitäten absolvierte und in München 1934 mit einer Dissertation über multiple Absencen im Kindesalter abschloss. Aufgrund der Nürnberger Gesetze war es ihm nicht erlaubt, arische Patienten zu behandeln. Daher emigrierte er 1935 nach England.
Dort nahm Rosenfeld seine Lehranalyse bei Melanie Klein auf und begann mit psychotisch erkrankten Patienten zu arbeiten. Nach und nach entwickelte er Methoden auf psychoanalytischer Grundlage, die geeignet waren, Patienten mit schwerer Pathologie wie narzisstischen oder psychotischen Krankheitsbildern zu helfen.
Im April 2018 wurde in Berlin ein Symposion zu Ehren von Rosenfeld veranstaltet, das sich den psychoanalytischen Perspektiven auf Klinik und Kultur widmete und im Jahr 2020 einen Tagungsband hervorbrachte. Unter den Referenten fand sich Rosenfelds älteste Tochter Angela, die aus Sheffield angereist war und als Gruppenanalytikerin unter dem Titel My father, Herbert Rosenfeld sprach. Ein Schwerpunkt der Tagung galt „Rosenfelds Konzept des destruktiven Narzissmus in klinischer sowie in kulturwissenschaftlicher Hinsicht“. Im selben Jahr erschien im Ärzteblatt eine Rezension der Konferenzschrift, die seine Bedeutung für die Behandlung schwerer Psychopathologien und darunter besonders des destruktiven Narzissmus würdigte. Es sei „gut“, so die Rezensentin, dass dem „bedeutenden Kliniker Herbert Rosenfeld ein so umfassendes Werk gewidmet“ wurde.

## Schriften (Auswahl)
- Über die sogenannten "gehäuften Absencen" im Kindesalter. Medizinische Dissertation, München 1938. Triltsch, Würzburg 1935.
- Analysis of a schiziphrenic state with depersonalization. In: The international journal of psychoanalysis. Band 28, Nr. 3–4, 1947, S. 130–139 (englisch).
- Zur Psychopathologie und psychoanalytischen Behandlung einiger Borderline-Patienten. In: Psyche. Band 35, Nr. 4, 1981, S. 338–352.
- Sackgassen und Deutungen. Therapeutische und antitherapeutische Faktoren bei der psychoanalytischen Behandlung von psychotischen, Borderline- und neurotischen Patienten. Verlag Internationale Psychoanalyse, München, Wien 1990, ISBN 3-621-26512-0 (englisch: Impasse and interpretation. Übersetzt von Max Looser).
- Zur Psychoanalyse psychotischer Zustände. Psychosozial-Verlag, Gießen 2002, ISBN 978-3-89806-119-3 (englisch: Psychotic states. Übersetzt von Charlotte Kahleyss-Neumann).